# Anadara
Genre
Anadara est un genre de mollusques bivalves de la famille des Arcidae.

## Liste des espèces et sous-espèces
Selon Catalogue of Life (20 septembre 2013) :
- Anadara adamsi
- Anadara aequatorialis
- Anadara aethiopica
- Anadara aliena
- Anadara ambigua
- Anadara angicostata
- Anadara antiquata
- Anadara auriculata
- Anadara axelolssoni
- Anadara bataviensis
- Anadara biangulata
- Anadara bifrons
- Anadara brasiliana
- Anadara broughtonii
- Anadara camerunensis
- Anadara cepoides
- Anadara chemnitzii
- Anadara cistula
- Anadara compacta
- Anadara concinna
- Anadara consociata
- Anadara corbuloides
- Anadara cornea
- Anadara corrugata
- Anadara crassicostata
- Anadara craticulata
- Anadara crebricostata
- Anadara cymbaeformis
- Anadara disparilis
- Anadara eborensis
- Anadara ehrenbergi
- Anadara emarginata
- Anadara esmeralda
- Anadara ferruginea
- Anadara floridana
- Anadara formosa
- Anadara fultoni
- Anadara globosa
- Anadara grandis
- Anadara guangdongensis
- Anadara gubernaculum
- Anadara hankeyana
- Anadara hemidesmos
- Anadara hyphalopilema
- Anadara inaequivalvis
- Anadara indica
- Anadara jousseaumei
- Anadara jurata
- Anadara kagoshimensis
- Anadara kikaizimana
- Anadara labiosa
- Anadara mazatlanica
- Anadara multicostata
- Anadara natalensis
- Anadara notabilis
- Anadara nugax
- Anadara nux
- Anadara obesa
- Anadara occlusa
- Anadara oceanica
- Anadara passa
- Anadara perlabiata
- Anadara pilula
- Anadara polii
- Anadara pumila
- Anadara pygmaea
- Anadara reinharti
- Anadara rhomboidalis
- Anadara rotundicostata
- Anadara rufescens
- Anadara rugifera
- Anadara sabinae
- Anadara sativa
- Anadara satowi
- Anadara secernenda
- Anadara senegalensis
- Anadara setigericosta
- Anadara similis
- Anadara speciosa
- Anadara subglobosa
- Anadara subgranosa
- Anadara subrubra
- Anadara transversa
- Anadara trapezia
- Anadara tricenicosta
- Anadara troscheli
- Anadara tuberculosa
- Anadara uropigimelana
- Anadara vellicata

Selon ITIS (20 septembre 2013) :
- Anadara auriculata Lamarck
- Anadara baughmani Hertlein, 1951
- Anadara brasiliana (Lamarck, 1819)
- Anadara chemnitzii (Philippi, 1851)
- Anadara concinna (Sowerby, 1833)
- Anadara floridana (Conrad, 1869)
- Anadara grandis (Broderip & Sowerby, 1829)
- Anadara lienosa (Say, 1832)
- Anadara multicostata (G. B. Sowerby I, 1833)
- Anadara notabilis (Roding, 1798)
- Anadara nux (Sowerby, 1833)
- Anadara ovalis (Bruguiere, 1789)
- Anadara secticostata Reeve, 1844
- Anadara transversa (Say, 1822)
- Anadara tuberculosa (G. B. Sowerby I, 1833)

Selon NCBI (20 septembre 2013) :
- Anadara adamsi
- Anadara antiquata
- Anadara brasiliana
- Anadara chemnitzii
- Anadara crebricostata
- Anadara diluvii
- Anadara grandis
- Anadara notabilis
- Anadara nux
- Anadara ovalis
- Anadara pilula
- Anadara sativa
- Anadara similis
- Anadara transversa
- Anadara trapezia
- Anadara tuberculosa
- Anadara vellicata

Selon Paleobiology Database (20 septembre 2013) :
- Anadara (Anadara)
- Anadara (Caloosarca)
- Anadara (Cunearca)
- Anadara (Diluvarca)
- Anadara (Esmerarca)
- Anadara (Grandiarca)
- Anadara (Larkinia)
- Anadara (Lunarca)
- Anadara (Mabellarca)
- Anadara (Potiarca)
- Anadara (Rasia)
- Anadara (Sectiarca)
- Anadara (Tegillarca)
- Anadara (Tosarca)
- Anadara aequicostata
- Anadara baughmani
- Anadara callicestosa
- Anadara campsa
- Anadara craticulata
- Anadara crebricostata
- Anadara cretacea
- Anadara dasia
- Anadara daviesi
- Anadara garoensis
- Anadara gourae
- Anadara guayubinica
- Anadara halidonata
- Anadara hermidermos
- Anadara kroensis
- Anadara magnoliana
- Anadara molengraaffii
- Anadara nugax
- Anadara obliquidens
- Anadara panensis
- Anadara preangerensis
- Anadara prephina
- Anadara protracta
- Anadara quilonensis
- Anadara riogurabonica
- Anadara suboblonga
- Anadara trapezia
- Anadara woodringi
- sous-espèce Arca (Anadara) santana

Selon World Register of Marine Species (20 septembre 2013) :
- Anadara adamsi Olsson, 1961
- Anadara aequatorialis (d'Orbigny, 1846)
- Anadara aethiopica (Thiele & Jaeckel, 1931)
- Anadara aliena (Iredale, 1939)
- Anadara ambigua (Reeve, 1844)
- Anadara angicostata (Reeve, 1844)
- Anadara antiquata (Linnaeus, 1758)
- Anadara auriculata (Lamarck, 1819)
- Anadara axelolssoni (Macsotay & Campos, 2001)
- Anadara bataviensis (Lamy, 1907)
- Anadara biangulata (G. B. Sowerby I, 1833)
- Anadara bifrons (Carpenter, 1857)
- Anadara brasiliana (Lamarck, 1819)
- Anadara broughtonii (Schrenck, 1867)
- Anadara camerunensis Oliver & Cosel, 1993
- Anadara cepoides (Reeve, 1844)
- Anadara chemnitzii (Philippi, 1851)
- Anadara cistula (Reeve, 1844)
- Anadara compacta (Reeve, 1844)
- Anadara concinna (G. B. Sowerby I, 1833)
- Anadara consociata (E. A. Smith, 1885)
- Anadara corbuloides (Monterosato, 1878)
- Anadara cornea (Reeve, 1844)
- Anadara corrugata (Lamy, 1907)
- Anadara crassicostata (H. Adams, 1873)
- Anadara craticulata (Nyst, 1848)
- Anadara crebricostata (Reeve, 1844)
- Anadara cymbaeformis Reeve, 1844
- Anadara diluvii (Lamarck, 1805) †
- Anadara disparilis (Reeve, 1844)
- Anadara eborensis Oliver & Cosel, 1993
- Anadara ehrenbergi (Dunker, 1868)
- Anadara emarginata (G. B. Sowerby I, 1833)
- Anadara esmeralda (Pilsbry & Olsson, 1941)
- Anadara ferruginea (Reeve, 1844)
- Anadara floridana (Conrad, 1869)
- Anadara formosa (G. B. Sowerby I, 1833)
- Anadara fultoni (G. B. Sowerby III, 1907)
- Anadara globosa (Reeve, 1844)
- Anadara grandis (Broderip & G. B. Sowerby I, 1829)
- Anadara guangdongensis (Bernard, Cai & Morton, 1993)
- Anadara gubernaculum (Reeve, 1844)
- Anadara hankeyana (Reeve, 1844)
- Anadara hemidesmos (Philippi, 1845)
- Anadara hyphalopilema G. B. Campbell, 1962
- Anadara inaequivalvis (Bruguière, 1789)
- Anadara indica (Gmelin, 1791)
- Anadara jousseaumei (Lamy, 1907)
- Anadara jurata Iredale, 1939
- Anadara kagoshimensis (Tokunaga, 1906)
- Anadara kikaizimana (Nomura & Zinbo, 1934)
- Anadara labiosa (G. B. Sowerby I, 1833)
- Anadara larkinii (Nelson, 1870) †
- Anadara mazatlanica (Hertlein & Strong, 1943)
- Anadara multicostata (G. B. Sowerby I, 1833)
- Anadara natalensis (Krauss, 1848)
- Anadara notabilis (Röding, 1798)
- Anadara nugax Iredale, 1939
- Anadara nux (G. B. Sowerby I, 1833)
- Anadara obesa (G. B. Sowerby I, 1833)
- Anadara occlusa (Reeve, 1844)
- Anadara oceanica (Lesson, 1831)
- Anadara passa Iredale, 1939
- Anadara perlabiata (Grant & Gale, 1931)
- Anadara pilula (Reeve, 1843)
- Anadara polii (Mayer, 1868)
- Anadara pumila (Dunker, 1868)
- Anadara pygmaea (H. Adams, 1872)
- Anadara reinharti (Lowe, 1935)
- Anadara rhomboidalis (Schumacher, 1817)
- Anadara rotundicostata (Reeve, 1843)
- Anadara rufescens (Reeve, 1844)
- Anadara rugifera (Dunker, 1866)
- Anadara sabinae (Morlet, 1889)
- Anadara sativa (Bernard, Cai & Morton, 1993)
- Anadara satowi (Dunker, 1882)
- Anadara secernenda (Lamy, 1907)
- Anadara senegalensis (Gmelin, 1791)
- Anadara setigericosta (Nyst, 1848)
- Anadara similis (C. B. Adams, 1852)
- Anadara speciosa (Philippi, 1849)
- Anadara subglobosa (Kobelt, 1889)
- Anadara subgranosa (Dunker, 1869)
- Anadara subrubra (Dunker, 1866)
- Anadara transversa (Say, 1822)
- Anadara trapezia (Deshayes, 1839)
- Anadara tricenicosta (Nyst, 1848)
- Anadara troscheli (Dunker, 1882)
- Anadara tuberculosa (G. B. Sowerby I, 1833)
- Anadara uropigimelana (Bory de Saint-Vincent, 1827)
- Anadara vellicata (Reeve, 1844)